# Zululand
Zululand is een district in Zuid-Afrika. Zululand ligt in het oosten van de provincie KwaZoeloe-Natal. Het district grenst in het noorden aan Gert Sibande (voorheen Oosvaal) in Mpumalanga en aan Swaziland, in het oosten aan Umkhanyakude (onder meer aan het Hluhluwe-Imfolozipark), in het zuiden aan uThungulu, in het zuidwesten aan Umzinyathi, en in het westen aan Amajuba. Het grootste deel wordt ook wel Maputaland genoemd. De Zoeloes vormen de grootste bevolkingsgroep van Zuid-Afrika en nergens anders in het land komt een traditionele cultuur zo sterk naar voren als in dit district. De tv-serie Shaka Zulu uit 1986 werd hier opgenomen. De hoofdstad is Ulundi. In het westen van Zululand ligt Vryheid, de hoofdstad van de kortstondige Boerenrepubliek Nieuwe Republiek.

## Gemeenten in het district
- Abaqulusi
- eDumbe
- Nongoma
- Ulundi
- uPhongolo